# Маляно Алпи
Маля̀но А̀лпи (на италиански: Magliano Alpi; на пиемонтски: Majan, Маян) е община в Северна Италия, провинция Кунео, регион Пиемонт. Разположено е на 403 m надморска височина. Населението на общината е 2263 души (към 2010 г.).
Административен център на общината е село Сан Джузепе (San Giuseppe).